# Fundação Maurício Sirotsky Sobrinho
A Fundação Maurício Sirotsky Sobrinho (FMSS) é uma fundação empresarial sem fins lucrativos mantida pelo Grupo RBS e que tem como foco de atuação desenvolver e apoiar iniciativas nas áreas de Educação e Desenvolvimento Comunitário. A FMSS teve origem em 30 de setembro de 1982, quando o empresário de comunicação gaúcho Maurício Sirotsky Sobrinho, fundador do Grupo RBS, criou a Fundação RBS, para executar as iniciativas de Responsabilidade Social do Grupo. Em 1987, um ano após o falecimento do empresário, a instituição recebeu o seu nome.
A FMSS desenvolve e apoia projetos no Rio Grande do Sul, cujos beneficiários sejam crianças e adolescentes e que promovam o desenvolvimento das comunidades no Estado. Nacionalmente, apoia  inciativas de fortalecimento do Terceiro Setor e geradoras de políticas públicas direcionadas à melhoria da qualidade da educação brasileira. É uma das fundadoras do Grupo de Institutos e Fundações (Gife)  e do movimento Todos pela Educação , entre outros. Além da sede, em Porto Alegre, a FMSS manteve até 2016 uma unidade em Santa Catarina.
Em 2012, por sua atuação conjunta com a bandeira institucional do Grupo RBS “A Educação Precisa de Respostas” foi agraciada com o ‘Prêmio Elpídio Barbosa’  e ‘Prêmio Iniciativa Destaque em Educação’ pelo Sinepe .
Em 2014, o trabalho de incentivo à leitura realizado no Prêmio RBS de Educação - Para Entender o Mundo foi reconhecido com o Prêmio Empresa Cidadã ADVB 2014, na categoria Participação Comunitária.
Em 2015, a Fundação Maurício Sirotsky Sobrinho lançou o seu novo posicionamento e identidade visual. Sob o conceito "Conhecimento transforma", a instituição passou a focar suas ações para jovens da Educação Básica através de projetos inovadores envolvendo tecnologia.

## Projetos desenvolvidos

### Prêmio RBS de Educação - Para Entender o Mundo (2013 - atual)
Premiação que busca estimular a leitura, reconhecendo iniciativas de educadores e estudantes do Rio Grande do Sul e Santa Catarina. A primeira edição foi lançada em 2013. Foram recebidos 936 relatos de mediação de leitura de professores de escolas públicas e particulares, além de trabalhos desenvolvidos por educadores sociais. Os dezoito finalistas, escolhidos por especialistas em educação, tiveram seus projetos gravados em documentários curtos, que foram objetos de votação popular. No dia 2 de dezembro, no Teatro Governador Pedro Ivo, em Florianópolis, foram conhecidos os vencedores escolhidos pelo júri especializado e pelo público, que angariou mais de 280 mil votos. Instituições de ensino, finalistas e vencedores receberam R$ 155 mil. A cerimônia foi dirigida pela cineasta Flavia Moraes.
A edição seguinte, realizada em 2014, seguiu o mesmo sistema do ano anterior, com ligeiras alterações. No lugar da categoria Projeto Comunitário, foi incluída a modalidade Jovens Protagonistas, que buscava incentivar estudantes a criar propostas de incentivo à leitura. Foram recebidos 1223 relatos nas três categorias (Escola Pública, Escola Privada e Jovens Protagonistas). Os 16 finalistas subiram ao palco do Theatro São Pedro, em Porto Alegre, no dia 23 de novembro, em uma cerimônia dirigida por Flavia Moraes, responsável pela cerimônia do ano anterior. Os finalistas, vencedores e suas instituições receberam R$156 mil em prêmios, e o júri popular, que neste ano também elegeu dois vencedores (um do Rio Grande do Sul e um de Santa Catarina), mobilizou 261.202 mil votos.

### Go Code (2014 - atual)
Curso que forma jovens na linguagem da programação. A primeira turma, iniciada e finalizada em 2014, foi composta por estudantes de escolas públicas de Porto Alegre. Ao todo, 11 alunos das Escola Municipal de Ensino Médio Emílio Meyer e da Escola Municipal de Educação Básica Liberato Salzano Vieira da Cunha concluíram o curso, que durou cerca de quatro meses.
Além de aprender linguagem Java e introdução à programação mobile para dispositivos Android, os integrantes do Go Code também tiveram aulas sobre construção de currículo e postura profissional.
Todos os professores envolvidos no projeto trabalham de maneira voluntária, com as horas de trabalho cedidas pelo Grupo RBS.

### Vestindo a Educação (2014)
Projeto realizado em parceria com as Lojas Gang a partir das vendas de camisetas dos Monstrinhos RBS. Parte do lucro adquirido com a comercialização das peças foi revertido para projetos de educação de escolas da Educação básica do Rio Grande do Sul e de Santa Catarina.
Para participar, educadores, alunos ou pais de estudantes deveriam inscrever um projeto de até 140 caracteres com a temática de estímulo à leitura, engajamento dos pais na vida escolar dos alunos ou na melhoria do ambiente e da gestão escolar.
Das 303 propostas que concluíram o processo de inscrição, 225 estavam aptas a concorrer. A partir desta fase foi aberta uma votação popular, que mobilizou 465,7 mil votos em cerca de quinze dias. No total, cada um dos nove vencedores recebeu R$ 2 mil para aplicar nos projetos, que foram executados ao longo de 2014.

### Leitura na Cabeça (2014)
Para incentivar a leitura entre os estudantes que ingressavam na escola,  foi editado o livro Onde eu estava com a cabeça?, escrito por Letícia Wierzchowski e Marcelo Pires. Os exemplares da obra foram distribuídos a estudantes do 1º ano do Ensino Fundamental de Porto Alegre e de Florianópolis. Para despertar o interesse das crianças pelos livros, professores e pais foram incentivados a ler a história para as crianças, para depois recriá-la em sala de aula.
O enredo trazia a mensagem de como a leitura e a escola são importantes na formação dos cidadãos. A Mula Sem Cabeça e suas duas Mulinha eram as protagonistas da história, que ainda tinha como integrantes o Bicho-Papão, da Bruxa Malvada, do Boi da Cara Preta, do Diabo de seus filhotes.
Todos os personagens eram integrantes da campanha A Educação Precisa de Respostas, deram as boas-vindas para milhares de crianças que iniciaram a vida escolar em Porto Alegre e Florianópolis.

### Projeto Colibri (1982 - 1988)
Projeto que visava a  integração de adolescentes na função de jornaleiros, atendendo-os em suas necessidades básicas no campo social, cultural, educacional, médico, assistencial, recreativo e de formação profissional. Projeto iniciado em 1987 e finalizado em 1988.

### Paternidade Consciente (1987 – 1994)
Com o objetivo de orientar para uma paternidade responsável, o projeto se baseava na disseminação de informação e na conscientização do homem. A iniciativa fez parte de ações conjuntas com foco no desenvolvimento pleno e sadio da criança. Projeto finalizado em 1994.

### Movimento Sinal Vermelho para a Esmola (1998 - 2000)
O Movimento Sinal vermelho reuniu 18 intuições, sob a coordenação da FMSS, em uma campanha contra a doação de esmola do sinal de trânsito. Além de Porto Alegre, outras 15 cidades do interior do RS aderiram à causa promovendo ações similares.
As atividades desenvolvidas focaram na explicação de que a esmola incentiva as crianças a continuarem nas ruas. Foram feitas distribuição de folhetos, adesivos e promoção de eventos. A campanha direcionava que as contribuições deveriam ser feitas ao Fundo Municipal dos Direitos da Criança e do Adolescente, administrados pelos conselhos Municipais. Projeto finalizado em 2000.

### Fundo do Milênio para a Primeira Infância (2003 - 2009)
A iniciativa do Banco Mundial, Unesco e FMSS surgiu em 2003 para dar novas oportunidades, tanto no presente como no futuro, a meninos e meninas de 0 a 6 anos. 
A ideia é contribuir para uma educação de qualidade, que garanta à criança oportunidades de brincar e aprender, de ampliar seu universo cultural, de se socializar e de construir valores positivos. Por isso, os principais objetivos do programa, além de qualificar o atendimento prestado por creches comunitárias, é capacitar professores e dirigentes das escolas infantis selecionadas. A proposta, para isso, é viabilizar a aquisição de materiais pedagógicos e equipamentos, por meio da instalação de uma nova tecnologia social: as mesas educadoras - um espaço de trabalho e de aprendizagem para os recursos humanos das instituições de educação infantil - instaladas nos 11 municípios onde o programa vem sendo aplicado.

### O Amor é a melhor herança. Cuide das crianças. (2003 - 2004)
Iniciativa conjunta com o Grupo RBS que tinha como foco trazer à tona as altas estatísticas de violência infantil, dando visibilidade na mídia através da abertura de espaços nos veículos do Grupo RBS As ações da campanha estavam focadas em três eixos: mídia, com VTs de animação, jingles, spots e anúncios impressos; cobertura editorial, com notícias sobre a infância e juventude; e ações na rede, coordenadas pela Fundação Maurício Sirotsky Sobrinho.

### Jornadas Estaduais (2003 - 2014)
As Jornadas Estaduais Contra a Violência e a Exploração Sexual de Crianças e Adolescentes são audiências públicas que visam a sensibilizar e a mobilizar a sociedade para o problema da violência e da exploração sexual de meninos e meninas, buscando soluções e sinergia nas ações de enfrentamento desses casos e desenvolvendo atividades preventivas.
Desde sua primeira edição, em 2003, as Jornadas, que também foram realizadas em Santa Catarina até o ano de 2008, abordaram diferentes focos, como a mobilização da rede de atendimento, a participação da comunidade escolar, a importância da denúncia e o crescimento da pedofilia na internet, entre outros.

### Rede Parceria Social (2008 - 2013)
A Carteira de Projetos da Rede Parceria Social (RPS) é uma iniciativa conjunta da Secretaria do Trabalho e do Desenvolvimento Social do Rio Grande do Sul, de organizações sociais e de empresas privadas com objetivo de realizar projetos em todo o estado. A RPS usa um modelo de gestão conjunta entre governo, terceiro setor e iniciativa privada. O foco é a descentralização dos recursos captados e a busca da garantia de sustentabilidade para projetos sociais.
A FMSS atua como entidade-âncora na RPS há quatro anos consecutivos e coordena, atualmente, dois programas no Rio Grande do Sul: Inclusão Digital e Desenvolvimento Infantil na Primeira Infância.

### Fundo de Incentivo da Região Nordeste (2007 - 2011)
O Programa Fundo de Incentivo para o Desenvolvimento Social da Região Nordeste de Porto Alegre visa apoiar as organizações sociais da região nordeste da capital gaúcha para que possa qualificar seus serviços de atendimento a comunidade. Pretende estimular as organizações sociais a captarem recursos na comunidade por meio de um incentivo casado: cada real captado corresponde a um real do fundo até o teto estabelecido em cada edital.
O Fundo de Incentivo da Região Nordeste faz parte de um programa maior que conta, ainda, com o Centro Social Marista, Gerdau, Ministério Público e Prefeitura Municipal de Porto Alegre, em busca do desenvolvimento da localidade.

### Nós Podemos - Objetivo de Desenvolvimento do Milênio (2003 - 2009)
A FMSS integra o grupo do Movimento Nós Podemos e faz parte da sua Coordena-ção Estadual em Santa Catarina. O Movimento existe para atuar em parceria com municípios, empresas e organizações não governamentais para o cumprimento dos Objetivos de Desenvolvimento do Milênio (ODM), dentro da campanha Nós Podemos – 8 Jeitos de Mudar o Mundo.
O Movimento Nós Podemos SC (MNPSC) realizou em 2011, com patrocínio da Eletrosul, um diagnóstico sobre a situação dos ODM no Estado com objetivo de subsidiar estratégias e ações e sugerir políticas públicas que possam contribuir com maior impacto no alcance das Metas do Milênio em SC.
Em 2012, o MNPSC publica mensalmente um boletim para disseminar o ODM.

### Exemplo Voluntário (2003 - 2011)
O Prêmio Exemplo Voluntário tem a proposta de identificar, selecionar, reconhecer, valorizar e premiar pessoas que desenvolvem ações voluntárias. A proposta é destacar a importância da participação da sociedade civil na resolução dos problemas do Brasil. A premiação ocorre no mês de dezembro, a cada dois anos, sempre próximo à data em que se comemora o Dia Internacional dos Voluntários.
É promovido em parceria pelo Instituto Voluntários em Ação/SC, a Fundação Maurício Sirotsky Sobrinho, o Programa MESA Brasil do SESC, a Secretaria Estadual de Educação e a União Nacional dos Dirigentes Municipais de Educação/Undime.

### Amigos da Escola (1999 - 2012)
A FMSS participa dos núcleos do Rio Grande do Sul e de Santa Catarina do Amigos da Escola, projeto da Rede Globo e afiliadas em parceria com a Undime (União Nacional dos Dirigentes Municipais de Educação), Conseg(Conselho Nacional dos Secretários Estaduais de Educação), Unicef (Fundo das Nações Unidas para a infância) e Instituto Faça Parte.
Em 2012, o tema do dia temático é "o Valor da Leitura", onde escolas participantes do projeto se mobilizam em torno de questões relevantes para a sociedade.
Os dias temáticos são datas de mobilização de todas as escolas participantes do projeto. Diversos parceiros locais apóiam a realização das ações, visando à valorização do trabalho voluntário e a aproximação escola-comunidade.

### Bandeira Educação
Sendo âncora de muitos projetos, executa, também, as ações das bandeiras institucionais do Grupo RBS  junto à comunidade, focando seus esforços para mobilizar a sociedade civil e o poder público para questões relevantes do contexto sociocultural.

### Portal Social (2005 - 2013)
Criado para facilitar a destinação de recursos financeiros para instituições do terceiro setor visa fazer a ponte entre ONGs e potenciais doadores de recursos. Os temas dos projetos apoiados vão desde responsabilidade social, direitos humanos, desenvolvimento comunitário até meio ambiente.
Iniciativa da Fundação Maurício Sirotsky Sobrinho com o apoio técnico do clicRBS. Tem, portanto, a finalidade de mobilizar pessoas e empresas a apoiarem organizações sociais que atuam em benefício de todos e também de ser um canal multimídia que oferece notícias, informações, vídeos, fotos e uma plataforma de relacionamento web que facilita a cooperação da sociedade nas iniciativas de interesse público.
A fundação é uma das criadoras do Programa Fundo do Milênio para a Primeira Infância, em parceria com a UNESCO, Grupo RBS e Gerdau.